# Koplik
Koplik ([kɔplik]; bepaalde vorm: Kopliku) is na de gemeentelijke herinrichting van 2015 een deelgemeente (njësitë administrative përbërëse) van de Albanese stad (bashkia) Malësi e Madhe. De deelgemeente telt 3700 inwoners (2011).

## Geografie
Koplik is gelegen in een vruchtbare vlakte oostelijk van het Meer van Shkodër, tussen de Montenegrijnse grens in het noorden (circa 15 kilometer) en prefectuurshoofdstad Shkodër in het zuidoosten (17 kilometer).
De stad grenst aan andere deelgemeenten van Malësi e Madhe: Kastrat in het noorden en Qendër in het oosten, zuiden en westen.

## Sport
Voetbalclub KS Veleçiku Koplik werd opgericht in 1948 en komt uit in de Kategoria e Dytë, de Albanese derde klasse. Het team werkt zijn thuiswedstrijden af in het Kompleksi Vellezërit Duli, dat plaats biedt aan 2000 toeschouwers.

## Geboren
- Ferit Hoxha (1967), permanent vertegenwoordiger bij de Verenigde Naties